# Laure Saint-Raymond
Laure Saint-Raymond (Paris, 4 de agosto de 1975) é uma matemática francesa, especialista em equações diferenciais parciais. É professora de matemática da Escola Normal Superior de Paris. Em 2008 recebeu um dos dez prêmios da European Mathematical Society.

## Biografia
Laure Saint-Raymond estudou em Paris, entrando na Escola Normal Superior em 1994. Em 2000 obteve um doutorado na Universidade Paris VII, orientada por François Golse. Trabalhou depois durante dois anos no Centre national de la recherche scientifique (CNRS), e foi nomeada em 2002 professora de matemática da Universidade Pierre e Marie Curie com a idade de 27 anos. Foi vice-chefe do Departamento de Matemática da Escola Normal Superior de Paris, sendo atualmente professora de matemática da Universidade Harvard.
Recebeu diversos prêmios, incluindo em 2008 o prestigioso prêmio da European Mathematical Society, por seu trabalho sobre o limite hidrodinâmico da equação de transporte de Boltzmann relacionada com o sexto problema de Hilbert e sobre outros tópicos como dinâmica dos oceanos. Seus resultados estão sendo descritos como "referência sobre o assunto".
Recentemente, com diversos coautores, anunciou dois importantes resultados: "a rigorous derivation of the Boltzmann equation as the mesoscopic limit of systems of hard spheres, or Newtonian particles interacting via a short-range potential", e "a rigorous derivation of brownian motion as the hydrodynamic limit of systems of hard-spheres".
Foi palestrante convidada ("invited speaker") no Congresso Internacional de Matemáticos de 2014 em Seul, na seção "Partial Differential Equations".
Mencionou em uma entrevista que é mãe de seis crianças.
Para o Congresso Internacional de Matemáticos de 2022 em São Petersburgo está listada como palestrante plenário.

## Prêmios
- 2004: Prêmio Claude-Antoine Peccot do Collège de France[9]
- 2004: Medalha de Ouro Pio XI da Pontifícia Academia das Ciências[10]
- 2006: Prêmio SIAG/APDE Prize da Society for Industrial and Applied Mathematics (com François Golse)[11]
- 2008: Prêmio da European Mathematical Society[12]
- 2009: Prêmio Ruth Lyttle Satter de Matemática da American Mathematical Society[13]
- 2011: Prêmio Irène Joliot-Curie da "Young Scientist Woman"[14]
- 2013: Eleita membro da Académie des Sciences (em 10 de dezembro de 2013)[15]
- 2015: Prêmio Fermat do Institut de Mathématiques de Toulouse[16]